# 阿賀崎村
阿賀崎村（あがさきそん）は、かつて岡山県浅口郡にあった自治体である。現在は、倉敷市玉島地域の玉島・玉島阿賀崎（大部分）・玉島中央町（一部）に当たる。

## 概要
かつては備中国浅口郡間人郷と呼ばれ、乙島・柏島の2島があるのみで一帯は遠浅の海であった。その後、高梁川の流出する土砂の沖積作用と自然の隆起作用により一帯は沃野と化しつつあった。
寛文4年から12年にかけて備中松山藩の藩主水谷勝宗によって柏島北の里見川流域、および乙島北の高梁川右岸一帯が干拓された。完成した新田は柏島北端の赤崎にちなんで赤崎新田と称したが、その後阿ケ崎新田となり、元禄8年の検地で阿賀崎新田村となった。
玉島港に近い仲買町・秋葉町・幸町などが発展し、1895年（明治28年）には1月に玉島三品取引所（米・綿・肥料）、3月に共益貯蓄銀行、6月に玉島銀行と相次いで開設され商業の中心地となった。

## 地理
- 河川：里見川

## 沿革
- 明治元年 - 阿賀崎新田村が阿賀崎村と改称[1]。
- 1883年（明治16年）2月15日 - 浅口郡第二十四部戸長役場を設置し阿賀崎村を管轄[2][5]。
- 1889年（明治22年）6月1日 - 町村制施行に伴い、自治体としての阿賀崎村が発足。大字は編成せず。役場を字仲買町に設置[1]。
- 1897年（明治30年）5月26日 - 玉島村と合併し、玉島町（初代）が発足。同日阿賀崎村廃止、玉島町大字阿賀崎となる[1]。

## 行政

### 歴代村長
| 代         | 氏名       | 就任年月日                 | 退任年月日                | 備考 |
| ---------- | ---------- | -------------------------- | ------------------------- | ---- |
| 1          | 三宅最平   | 1889年（明治22年）7月26日  | 1891年（明治24年）5月22日 |      |
| 2          | 丸野岩次郎 | 1892年（明治25年）11月15日 | 1893年（明治26年）4月1日  |      |
| 3          | 安藤鞆彦   | 1896年（明治29年）4月7日   | 1897年（明治30年）5月25日 |      |
| 参考文献 - |            |                            |                           |      |

## 当時の主要施設
- 玉島港
- 甕江高等小学校[1]